# تلمبه کریم یاراحمدی
تلمبه کریم یاراحمدی یک منطقهٔ مسکونی در ایران است که در دهستان ریزآب واقع شده‌است. تلمبه کریم یاراحمدی ۳۴ نفر جمعیت دارد.